# Szczerbina nad Igłami
Szczerbina nad Igłami – przełączka między Cienką Igłą a północno-zachodnim wierzchołkiem Mięguszowieckiego Szczytu Pośredniego (2389 m). Znajduje się na granicy polsko-słowackiej w grani głównej Tatr. Na polską stronę opada z niej kominek będący najwyższym odcinkiem Rynny Komarnickich
Nazwę przełączki do polskiej literatury wprowadził w 2003 r. Władysław Cywiński w 10. tomie przewodnika Tatry. Mięguszowieckie Szczyty. Słowacki taternik i tatrolog Arno Puškáš w 7. tomie swojego przewodnika w 1981 r. nadał turniom po jej obydwu stronach nazwy Veľká mengusovská ihla i Malá mengusovská ihla.
Szczerbinę nad Igłami przechodzi się podczas przejścia granią Mięguszowieckich Szczytów. Pierwsze przejście: Helena Dębińska(Śliwińska) i Justyn Wojsznis 5 sierpnia 1930 r.

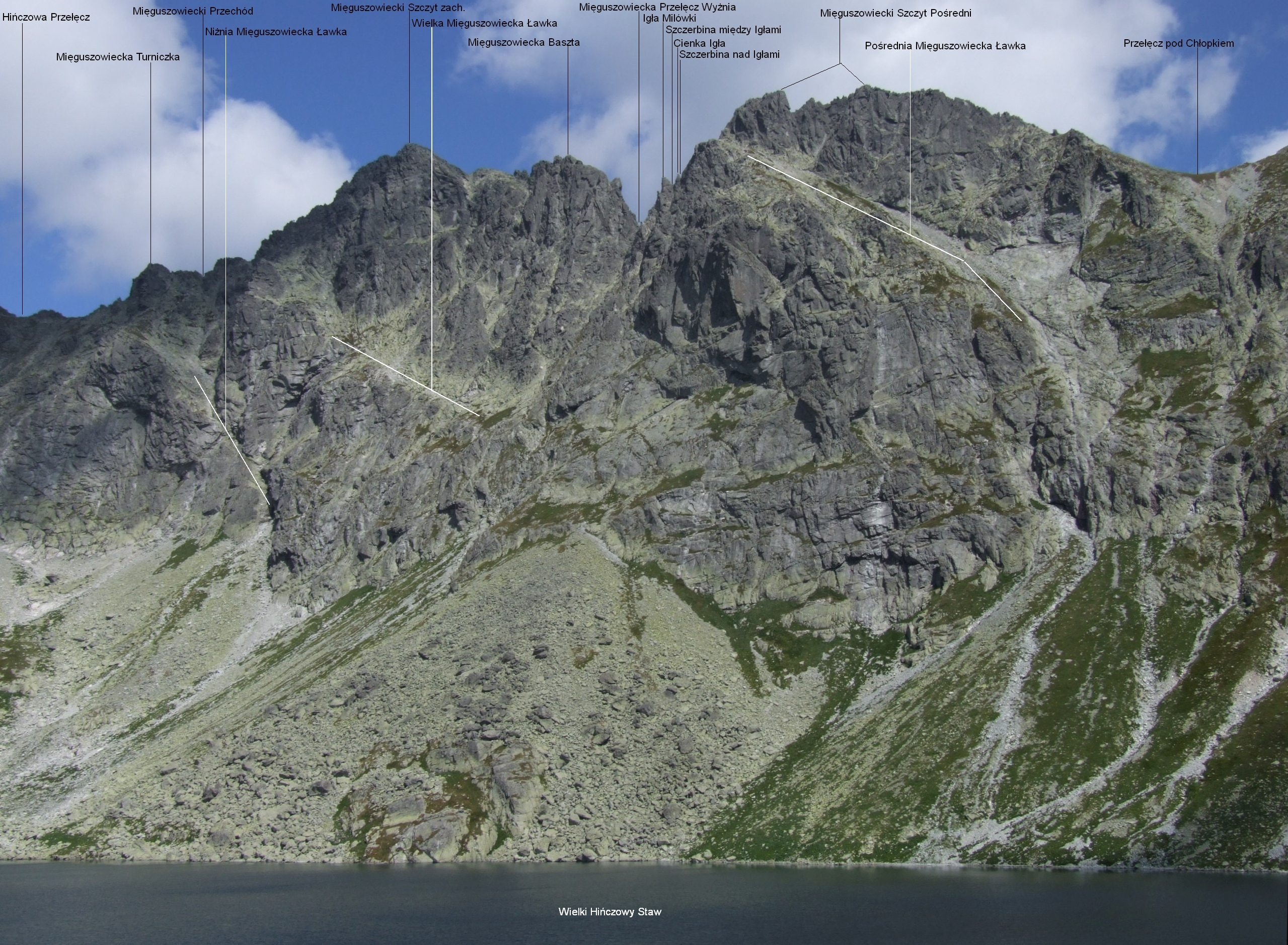
Widok z Doliny Hińczowej